# Alexandra Klineman
Alexandra Rose Klineman (Torrance, 30 de dezembro de 1989) é  uma voleibolista indoor e jogadora de voleibol de praia estadunidense, nas quadras atuou nas posição de ponteira, com marca de alcance de 328 cm  e 309 cm no bloqueio. participando da conquista da medalha de ouro no Grand Prix de 2012 na China e conquistou a medalha de bronze nos Jogos Pan-Americanos de Guadalajara em 2011 e a medalha de ouro na edição da Copa Pan-Americana de 2015 no Peru.

## Carreira
A iniciação esportiva de Alex deu-se no vôlei de quadra (indoor),isto na fase escolar quando integrou o elenco do Mira Costa High School conquistando o título estadual da Califórnia, sendo convocada para a seleção estadunidense  para representá-lo na edição do Campeonato NORCECA Infantojuvenil de 2004 sediado em  Cataño, Porto Rico e depois em 2006 ma edição do Campeonato NORCECA Juvenil em Monterrei, México, em ambas as oportunidades conquistou a medalha de ouro.Ainda disputou em 2005 representou seu país na edição do Campeonato Mundial Infantojuvenil realizado em Macau e finalizou na quarta posição e foi a maior pontuadora da competição.
Em 2005 competiu ao lado de Stephanie Barry  na etapa de Manhattan do Circuito da AVP (Associação de Vôlei Profissional Americana) ou AVP Pro Beach Tour, época que finalizaram na trigésima terceira colocação, no ano seguinte neste mesmo circutio atuou com Kashi Cormier quando encerram na ocatagesima nona posição na etapa de Hermosa Beach e alcançou a quinquagésima sétima colocação ao lado de Geena Urango na etapa de Manhattan e em 2007 disputou o Campeonato Mundial Juvenil de 2007 em Nakhon Ratchasima, Tailândia, repetindo a quarta posição também nesta categoria, também figurou na segunda posição entre as maiores pontuadoras, na terceira entre as melhores bloqueadoras e quarta colocada entre as melhores atacantes.
No ano de 2007 ingressa na Universidade Stanford  e representando o elenco de voleibol desta instituição disputou a Divisão I do National Christian Collegiate Athletic Association (NCCAA) sagrando-se campeã em 2007 e alcanançando o vice-campeonato, sendo eleita integrante da seleção do campeonato em ambas edições e 2007 foi  a Atleta do Ano, competiu por este time até 2010.
Em 2008 foi convocada pela primeira vez para seleção adulta de seus país e disputou a Copa Pan-Americana em Mexicali e Tijuana e finalizou na quinta colocação e participando de um torneio amisto na China.
Na jornada esportiva 2011-12 representou a Seleção Estadunidense na edição dos Jogos Pan-Americanos de 2011 em Guadalajara e conquistou a medalha de bronze e foi contratada pelo clube italiano Scavolini Pesaro alcançando o sétimo lugar na Liga A1 Italiana e chegou as oitavas de final da Liga dos Campeões da Europa de 2012finalizando na nona posição.
Serviu a Seleção Estadunidense na edição do Grand Prix de 2012 em Ningbo e participou da campanha da conquista do quinto título de seu país.Transferiu-se na jornada 2012-13 para o MC-Carnaghi Villa Cortese e conquistou o quarto lugar na Liga A1 Italiana, obtendo o vice-campeonato na Copa A1 Italiana de 2012 e vice-campeã da Supercopa Italiana de 2012, já na edição da Liga dos Campeões da Europa de 2013 e foram eliminadas na fase de Playoff 12.
Representou a Seleção Estadunidense na edição do Grand Prix de 2013 em Sapporo e participou da campanha e finalizou na sexta posição.E foi anunciada como mais novo reforço do Imoco Conegliano e muitos na época se perguntavam porque ela não estreava pelo clube e tempos depois foi noticiado a suspensão por 13 meses a contar de 20 de maio daquele ano devido ao uso de substâncias proibidas pelo Usada (Agência Antidopagem dos Estados Unidos),  ela se defendeu que ingeriu acidentalmente ao utilizar suplementos e multivitamínicos de sua mãe, além de alegar sobre sua conduta irretocável desde que iniciou sua carreira,mas não convenceu o júri efetivando seu afastamento at[e julho de 2014 e perda do contrato.
Retornou as competições no período de 2014-15 pelo time italiano do Igor Gorgonzola Novara sagrando-se vice-campeã da Liga A1 Italiana após disputar os cincos jogos da série final, além do título da Copa A1 Itália de 2015,disputou a edição da Copa CEV 2015 sendo eliminado o time na fase eliminatória dos 16 clubesfinalizando na vigésima primeira posição e também a edição da Challange Cup de 2015, na qual não seguiu em frente após as quartas de finalterminando na quinta posição.  
Nas competições do período de 2015-16 foi contratada pelo Dentil/Praia Clube e conquistou o título do Campeonato Mineiro de 2015 e o vice-campeonato na edição da Superliga Brasileira A 2015-16, sendo a Maior Pontuadora da competição com 455 pontose sagrou-se campeã da Copa Brasil de 2016 realizada em Campinas.
Mo amo de 2016 voltou competir no vôlei de praia, disputando as etapas do Circuito da AVP (Associação de Vôlei Profissional Americana) ou AVP Pro Beach Tour, e jogou ao lado de  Kristin Hildebrand, que sua companheirade seleção pelo vôlei indoor, e finalizaram na quinquagésima sétima posição na etapa de Manhattan.Renovou com o Dentil/Praia Clube disputar as competições do calendário esportivo de 2016-17, conquistando o vice-campeonato na Supercopa do Brasil de 2016 em Uberlândia, além do bronze na edição da Superliga Brasileira 2016-17.
Ainda em 2017 competiu pelo Dentil/Praia Clube na edição do Campeonato Sul-Americano de Clubes de 2017, em Uberlândia, Brasil, sagrando-se medalhista de prata e integrou a seleção do campeonato como a primeira melhor ponteira.Novamente retornou ao vôlei de praia em 2017 as etapas do Circuito da AVP (Associação de Vôlei Profissional Americana) ou AVP Pro Beach Tour, e o lado de Lane Carico conquistou o terceiro lugar na etapa de Hermosa Beach
na etapa de Manhattan, além do sétimo lugar na etapa de Manhattan e no nono lugar em Chicago sendo premiada com a Melhor Novata da temporada, migrando de evz para esta modalidade neste ano iniciandio parceira com April Ross no Circuito Mundial de 2017-18 e conquistou a medalha de ouro no torneio categoria quatro estrelas do Circuito Mundial de 2018 realizado em Haia e ainda finalizaram na vigésima quinta posição no torneio categoria cinco estrelas em Fort Lauderdale. Obteve o ouro em Tóquio 2020 a derrotar Mariafe Artacho del Solar e Taliqua Clancy na final por 21-15 e 21-16.

## Títulos e resultados
- Etapa de Haia (categoria 4 estrelas) do Circuito Mundial de Vôlei de Praia:2018[53]
- Etapa de Hermosa Beach do Circuito da AVP de Vôlei de Praiaː2017[49]
- Campeonato Mundial Juvenil:2007[8]
- Campeonato Mundial Infantojuvenil:2005[3]
- Superliga Brasileira Aː2015-16[41]
- Superliga Brasileira Aː2016-17[46]
- Supercopa Brasileira de Voleibolː2016[45]
- Copa Brasil: 2016[43]
- Liga A1 Italiana:2014-15[31]
- Liga A1 Italiana:2012-13[23]
- Supercopa Italiana:2012[25]
- Copa A1 Italiana:2015[32]
- Copa A1 Italiana:2012[24]
- Campeonato Mineiro:2015[40]
- Campeonato Nacional Universitário NCCAA:2007[12]
- Campeonato Nacional Universitário NCCAA:2008[12]

## Premiações individuais
- 1ª Melhor Ponteira do Campeonato Sul-Americano de Clubes de 2017[47]
- Melhor Novata do Circuito da AVP de Vôlei de Praia de 2017
- Maior Pontuadora da Superliga Brasileira A de 2015-16[42]
- 2ª Maior Pontuadora do Campeonato Mundial Juvenil de 2007[9]
- Maior Pontuadora do Campeonato Mundial Infantojuvenil de 2005[4]
- Integrante do Time das Estrelas do  NCCA Divisão I NCCA de 2008[12]
- Integrante do Time das Estrelas do  NCCA Divisão I NCCA de 2007[12]